# Centre Republicà (Arbeca)
El Centre Republicà és una obra del municipi d'Arbeca (Garrigues) inclosa en l'Inventari del Patrimoni Arquitectònic de Catalunya.

## Descripció
És un edifici de planta baixa i dos pisos. La façana principal, avui restaurada, conserva la identitat de l'època en què es feu. L'interior és totalment reformat i molt modern, alhora que funcional.
A la planta baixa hi ha el Jutjat de Pau, el despatx de l'agutzil, la sala des d'on s'emet Ràdio Arbeca i quatre sales més destinades a exposicions, reunions, classes de música, informàtica, etc. Al primer pis hi ha la biblioteca municipal l'Atlàntida i l'àrea de comissió de festes i cultura. Al segon pis hi ha les oficines de l'Ajuntament, el despatx de l'alcaldia, la Sala de Plens i sala de reunions. El tercer pis hi ha l'Arxiu Municipal.
La part posterior de l'edifici antic és destinat a dispensari mèdic i Casal d'avis (planta baixa), a la segona planta hi trobem l'Escola Bressol per a infants d'1 a 3 anys i a la tercera, la sala de jovent. La part ocupada per l'Ajuntament és coberta amb un sostre a dues aigües de teula, i la part posterior, amb volta de planxa metàl·lica.

## Història
La nova seu de l'ajuntament fou inaugurada l'any 1986, segons projecte de l'arquitecte Ramon Maria i Puig. La història de l'edifici comença el 1913 quan era local del Centre Republicà, fent funcions de cafè, teatre, biblioteca, sala de reunions. En acabar la guerra (1936-1939), però, és confiscat als seus propietaris. Aleshores passa a ser un local de la Falange i "Frente de Juventudes".
L'any 1949 la família Busquets Teixidó de La Floresta va comprar el local als socis majoritaris i el 1961 el va vendre a l'Ajuntament d'Arbeca. la Seu de l'Ajuntament, des del 1949 al 1961, era a l'edifici contigu, l'antic hospital. D'ençà de la nova compra i fins al 1984, s'ubicà als baixos del nou edifici.
A la façana hi havia un rètol de pedra picada amb la inscripció "UNIÓ REPUBLICANA", en memòria del 14 d'abril de 1931 que es retirà en acabar la guerra (1939).